# 山内量平
山内 量平（やまのうち りょうへい、1848年9月5日（嘉永元年8月8日） - 1918年（大正7年）11月11日）は、明治時代に活躍した、日本福音ルーテル教会における日本人最初の牧師である。妹の季野は植村正久妻である。

## 来歴

### 初期
嘉永元年8月7日（1848年9月4日）神職・山内繁憲の二男として、紀伊国日高郡北道村（現 和歌山県日高郡みなべ町）に生まれた。諱は憲孝、幼名は亮次郎。のち「量平」と改める。母は紀伊藩御典医・野上応聞の長女・三千代。山内家は醸造業「松屋」を営む素封家で、郷社「須賀神社」の祠掌に出仕する家柄であった。

### 教師時代
長じて、紀伊田辺藩の藩校・修道館の教師となり、明治維新以降は巡査部長として奉職するが、明治12年（1879年）父繁憲の死去に伴い官を辞して家業を継いだ。
明治14年（1881年）5月17日、紀伊国日高郡志賀村（現 和歌山県日高郡みなべ町）の庄屋川瀬六郎左衛門の娘・川瀬幹枝と婚姻。

### キリスト教入信
のち税吏と諍いを起こして出荷停止の措置を受け、それが基で信用失墜と損失を蒙って零落するが、カンバーランド長老教会の宣教師J・B・ヘールと協力者大石余平の教えにより回心する。
明治17年（1884年）に洗礼を受けて、田辺教会の長老になる。明治20年（1887年）に東京に移り深川教会の長老になる。妹が日本基督教会の植村正久と結婚した関係で、植村正久の『日本論評』『福音新報』の出版を手伝う。
ルーテル教会の最初の宣教師ジェームス・シェーラーの日本語教師になる。シェーラーたちが佐賀の伝道に赴いたので、山内一家も同行する。養女・山内綾が鈴木直丸と結婚して、直丸が山内姓を名乗る。
明治27年（1894年）、マルティン・ルターの教義を和訳した『十字教会教理問答』を著わす。

### 牧師時代
明治32年（1899年）、山内量平と娘婿の山内直丸が按手礼を受けて、日本福音ルーテル教会の最初の牧師になる。佐賀教会の教会創設に尽力する。
明治38年（1905年）には博多の伝道に携わり、大正5年（1916年）に博多教会の会堂を建設する。大正6年（1917年）には大阪伝道を始め、天王寺村、大阪市南区烏森に講義所を建てる。しかし、体調を崩し翌大正7年（1918年）には伝道を引退し、9月18日に故郷の紀州田辺で昇天。享年71歳。

## 家系
山内家の祖は相模国山之内荘を貫して氏と為した。本姓は藤原氏である。先祖が相模国より伊勢に遷り、天正5年（1577年）紀伊国南部郷に来住して松原を開墾し一村を築いた。現在の和歌山県日高郡みなべ町大字山内である。量平の先祖の歴代墓はみなべ町の新福寺にあり、祖父・父の墓は法伝寺にある。祖父・山内繁樹の墓はみなべ町文化財に指定されている。
- 祖父：山内繁樹（国学者、本居大平の四高弟の一）
  - 父：山内繁憲（須賀神社祠掌,　-1879年）
  - 母：山内三千代（紀伊藩御典医・野上応聞の長女[2]）
    - 長姉：志場玉枝（浄土真宗勝専寺住職・志場了善の妻）
    - 兄：山内松彦（夭逝）
    - 本人：山内量平
    - 妻：山内幹枝（川瀬六郎左衛門の娘）
      - 婿養子（養女の婿）：山内直丸（旧姓鈴木、元紀伊藩士、ルーテル教会牧師）
      - 養女：山内綾（実は楠本熊子の長女、のち山内直丸の妻）

    - 弟：小切間権右衛門
    - 妹の夫：植村正久
    - 妹：植村季野
    - 妹：楠本熊子（楠本喜代子の養女、楠本定六の妻）
    - 妹：藤川信枝（和歌山県警部・藤川倭三郎の妻）
    - 妻の義弟：川瀬徳太郎（ルーテル教会牧師・廃娼運動家）
    - 妻の義弟の妻：川瀬美世子（乾正士の長女、板垣退助の孫[4][5]）

  - 叔母（繁憲の妹）：楠本喜代子

## 補註
1. 1 2 3 4  『山内量平 -日本のルーテル教会初代牧師-』坂井信生著、14頁
2. 1 2  『山内量平 -日本のルーテル教会初代牧師-』坂井信生著、15頁
3. ↑  『日本福音ルーテル教会 教職・按手礼認定名簿(2012)』による
4. ↑   「牧師・川瀬徳太郎先生を憶う」（所収『折尾女子学園五十年史』折尾女子学園記念史編纂委員会編、昭和60年（1985年）11月1日）
5. ↑  “板垣氏”.   世界帝王事典. 2014年6月15日閲覧。